# Len Capewell
Leonard King "Len" Capewell (8 tháng 6 năm 1895 – tháng 9 năm 1978) là một cầu thủ bóng đá người Anh thi đấu ở vị trí tiền đạo. Capewell được biết đến nhiều nhất khi thi đấu cho Aston Villa. Ở Villa, Capewell đá 156 trận và có 100 bàn. Trước khi đá cho Villa ông thi đấu cho Wellington Town. Ông cũng có thời gian ở Bordesley Green và Washwood Heath Council Schools, Saltley Baptists, Wolseley Athletic Works FC, Wellington Town và phục vụ cho Royal Engineers ở Bỉ. Ông rời Villa để đến Walsall vào tháng 2 năm 1930.